# Port Victoria (Australia)

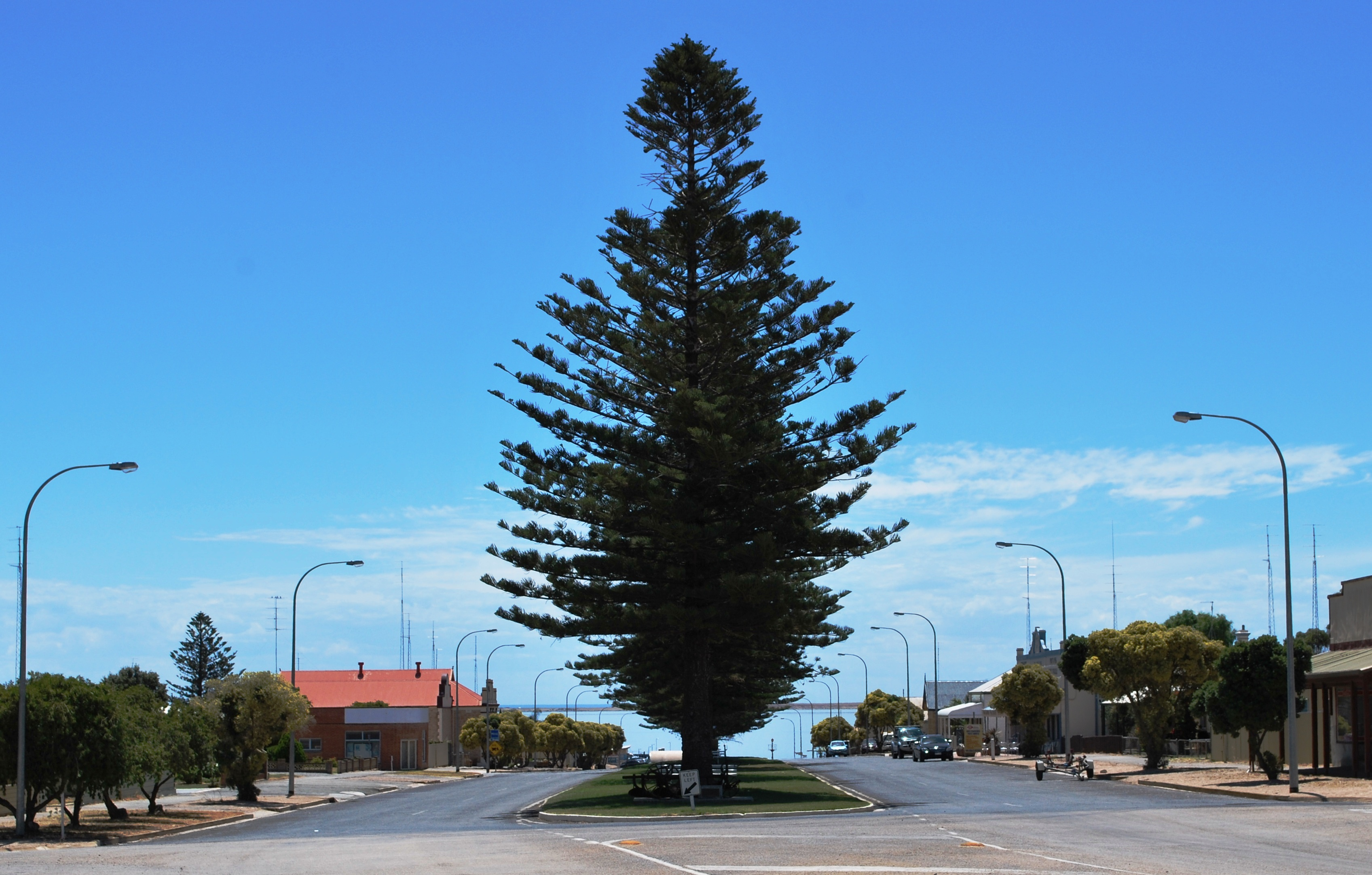
La strada principale di Port Victoria, in direzione del golfo di Spencer.

Port Victoria è un villaggio costiero dell'Australia nello Stato dell'Australia Meridionale. Si trova sul golfo di Spencer, nella parte meridionale della penisola di Yorke, circa 190 km a ovest di Adelaide. Nel 2006 contava 345 abitanti.
Come altre località sul golfo di Spencer, Port Victoria era dotata di un molo per l'attracco delle navi a vela dette windjammer, che trasportavano grano e altri cereali dall'Australia all'Inghilterra o all'Irlanda. Questa attività era molto fiorente nella prima metà del XX secolo, ma terminò proprio a Port Victoria nel 1949. Per questo la località è nota come The last of the windjammer ports (l'ultimo dei porti windjammer).
Nel 1933 la nave a vela Parma partì da Port Victoria con un carico di cereali e raggiunse il porto di Falmouth in Inghilterra in 83 giorni, un record per allora.
La principale attrazione turistica di Port Victoria è il "Port Victoria Windjammer Museum", un museo dedicato all'epoca delle navi windjammer.